# Vierchen
Vierchen oder Vierken waren kleine Silbermünzen die im 15. und am Anfang des 16. Jahrhunderts vor allem in Pommern, aber auch in Brandenburg und dem Deutschordensland geprägt wurden.
Der Wert der Münzen lag bei vier Vinkenaugen. Später wurde er auf 3 sundische Pfennige gesetzt. Der Feingehalt betrug 4½ Lot bei ungefähr 0,46 Gramm Gewicht.
1408 erlaubte Herzog Swantibor III. der Stadt Stettin Pfennige zu vier Vinkenaugen zu prägen. Vierchen mit Umschrift wurden in Gartz und Pyritz geprägt. Aus Stargard und Gollnow stammen solche Münzen ohne Umschrift. Urkundlich nachgewiesen sind Vierchen auch für Anklam, Stralsund und Greifswald.
In Brandenburg wurden Vierchen 1447 in Königsberg in der Neumark und 1468 in Prenzlau geprägt. Der Feingehalt dieser Münzen war schlechter. 
Die Vierchen des Deutschen Ordens unterschieden sich deutlich von den pommerschen Münzen. Die auf Anordnung der Hochmeister Winrich von Kniprode (1352–1382) und Konrad Zöllner von Rotenstein (1382–1390) geprägten Münzen hatten einen Wert von vier Pfennigen, was dem Drittel eines Schillings oder dem Viertel eines Halbschoters entsprach. Das Feingewicht betrug 0,49 Gramm bei einem Rauhgewicht von 0,78 Gramm. Auf der Vorderseite wurde ein Hochmeisterschild mit der Umschrift „Magister Generalis“ abgebildet. Auf der Rückseite befand sich ein freistehendes Ordenskreuz. Die Umschrift lautete „Dominorum Prussie“.